# 세계 대학 협력 네트워크
세계 대학 협력 네트워크 (University Global Partnership Network, UGPN)는 범지구적 선도 연구 중심 4개 대학들의 컨소시엄이다. 세계 대학 협력 네트워크의 목표는 세계적 수준의 지속가능한 연구들을 진행 및 달성함과 동시에 구성원에 소속된 대학들간의 연구협력 및 교육협력을 통한 교육과 지식의 나눔을 실현하는 것이다.

## 구성원

### 오스트레일리아
- 울런공 대학교

### 브라질
- 상파울루 대학교

### 영국
- 서리 대학교

### 미국
- 노스캐롤라이나 주립 대학교

### 산학협력단
- 스페인 산탄데르 은행
- 상파울루 리서치 파운데이션